# Wurzerkampl
Das  Wurzerkampl ist ein 1706 m ü. A. hoher Berg im Toten Gebirge im Gemeindegebiet von Spital am Pyhrn, am Südende der Wurzeralm. Der Berg ist wegen seiner schönen Aussicht über das Tote Gebirge und Haller Mauern ein beliebtes Wanderziel.

## Anstieg
Auf markiertem Weg von der Bergstation der Standseilbahn in den Gammeringsattel und über den Steig auf dem Südgrat zum Gipfel. Gehzeit ca. 1 Stunde.